# Xellen7
Xellen7 (ausgesprochen: excellent), bürgerlich Leandro Teixeira (* 1. Februar 1992 in Zürich-Altstetten) ist ein Schweizer Rapper.

## Biografie
Xellen7 ist beim Indie-Label Adrenalin Music Group unter Vertrag. 2017 veröffentlichte Xellen7 seine erste EP mit dem Namen Mala Vita. 2018 erschien seine EP Go Fast, die in der wöchentlich erhobenen Schweizer Hitparade einmal auf Platz 66 stand.
Im März 2021 wurde seine Beziehung zu Elena Miras bekannt.

## Stil
2017 beschrieb Mauro Wolf die Musik der Adrenalin-Music-Group-Künstler in einem Beitrag für das SRF als „hässige[...] Hood-Representer-Musik“.

## Diskografie

### EPs
- 2017: Mala Vita (Adrenalin Music Group)
- 2018: Go Fast (Adrenalin Music Group)

### Singles
- 2018: Chum emal (Adrenalin Music Group)
- 2019: Gringos (Adrenalin Music Group)
- 2020: Rodman (Adrenalin Music Group)
- 2020: SUDQDS (Adrenalin Music Group)
- 2021: Bando Diaries Swiss Remix (Adrenalin Music Group)
- 2021: Fiesta (Adrenalin Music Group)
- 2023: Dior (Adrenalin Music Group)
- 2025: Lowkey (Adrenalin Music Group)